# Quicksilver (película)
Quicksilver ("La Pista Rápida del Éxito" o "El Placer de Ganar", títulos de algunas versiones en español) es una película de 1986 protagonizada por Kevin Bacon. Escrita y dirigida por Thomas Michael Donnelly, la película también incluye a Jami Gertz, Paul Rodriguez, Louie Anderson, Laurence Fishburne, y Rudy Ramos.

## Trama
Un importante agente de bolsa de San Francisco, Jack Casey (Kevin Bacon) acaba de tener un día muy malo, perdió una fortuna, de su empresa, de sus padres y propia. Devastado, renuncia y toma un empleo como mensajero en bicicleta. Se hace amigo de Héctor (Paul Rodríguez), un compañero que sueña con tener su propia empresa. También conoce y se enamora de Terri (Jami Gertz), una vagabunda que vende drogas para el narcotraficante Voodoo (Laurence Fishburne). Decidido a ayudar a sus amigos, Jack rescata a Terri de Gypsy (Rudy Ramos), el despiadado matón de Voodoo, y regresa a trabajar a la Bolsa para manejar los ahorros de Héctor y convertirlos en una fortuna.

## Reparto
| Actor              | Personaje        | Notas                           |
| ------------------ | ---------------- | ------------------------------- |
| Kevin Bacon        | Jack Casey       |                                 |
| Jami Gertz         | Terri            |                                 |
| Paul Rodriguez     | Héctor Rodríguez |                                 |
| Rudy Ramos         | Gypsy            |                                 |
| Laurence Fishburne | Voodoo           | Acreditado como Larry Fishburne |
| Louie Anderson     | Tiny             |                                 |

## Ubicación
La película está fijada en Nueva York, pero otros lugares incluyen San Francisco y Los Ángeles.

## DVD
El DVD para la película fue lanzado el 10 de diciembre de 2002 por Sony.